# Crónicas de Saint Denis
Crónicas de Saint Denis es la denominación historiográfica de una compilación de textos cronísticos en latín realizada en la abadía de Saint Denis de París en los siglos XII y XIII.
La abadía, muy próxima al poder regio y custodia de sus símbolos, se enorgullecía de ser la memoria histórica de la dinastía capeta. En este contexto emprendió la tarea de reunir la historiografía de la monarquía francesa, tarea que se dio por completada hacia 1250. Estas crónicas en latín fueron adaptadas en una versión en lengua vulgar (el francés de la época) que se difundió con el título Grandes chroniques de France.
El primer núcleo de las Chroniques se constituyó por las crónicas que Aimoin de Fleury redactó en torno al año mil y que se detienen en el año 654. A finales del siglo XI y comienzos del XII el texto fue continuado por la abadía de Saint-Germain-des-Prés. A finales del siglo XII un historiador de la abadía de Saint Denis retomó la compilación. A mediados  del siglo XIII se le añadió la vida de Felipe Augusto y es en este punto cuando se utilizó el texto para realizar la versión en lengua vulgar (Grandes chroniques de France). Hacia 1285, el manuscrito fue completado con las vidas de Luis VII, Luis VIII, Luis IX y Felipe III, por el archivero de Saint-Denis Guillaume de Nangis.